# Langley Regional Airport
Langley Regional Airport är en flygplats i Kanada.   Den ligger i provinsen British Columbia, i den södra delen av landet, 3 500 km väster om huvudstaden Ottawa. Langley Regional Airport ligger 10 meter över havet.
Terrängen runt Langley Regional Airport är huvudsakligen platt. Langley Regional Airport ligger nere i en dal. Runt Langley Regional Airport är det tätbefolkat, med 297 invånare per kvadratkilometer.. Närmaste större samhälle är Surrey, 14,5 km väster om Langley Regional Airport.
Omgivningarna runt Langley Regional Airport är en mosaik av jordbruksmark och naturlig växtlighet.